# 布拉格国家歌剧院

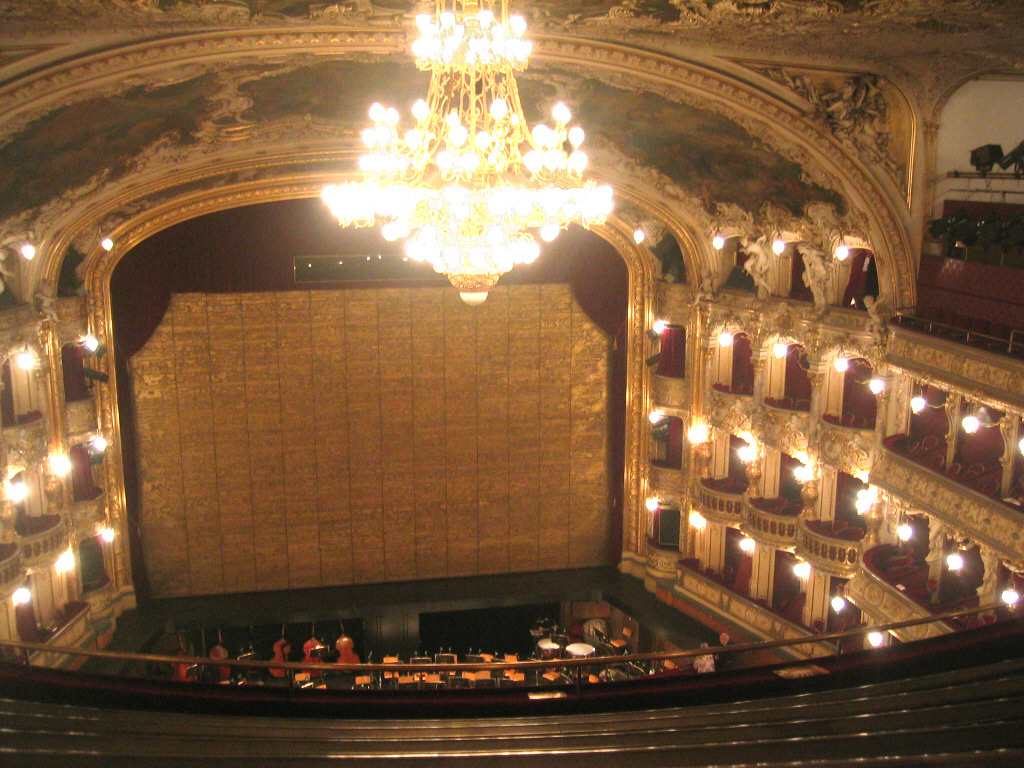
内部，2003年

布拉格国家歌剧院 (捷克语:  Státní opera )，是位于捷克首都布拉格的一所歌剧院。它是捷克国家文化场馆的重要组成部分，由捷克文化部创建于1992年。剧院最初为成立于1888年的New German Theatre，1949年到1989年名称为Smetana Theatre。后来改为现名Prague State Opera。

## 简介
歌剧院位于Wilsonova四号、瓦兹拉夫广场东端的国家博物馆东边。最初由统治捷克的德国人所建，捷克人于1960年重建，并改以演出捷克人的创作为主，长久以来成为一个相当具有水准的歌剧表演场地。剧院内部布置的很豪华，曾演出过捷克最具传统的表演艺术木偶戏，演出过最有名的戏剧是莫札特的著名歌剧唐璜。